# Womama
womama（ウーママ）は、P&Gを中心に、複数の企業が共同で運営しているウェブサイトであり、その名称はWoman（女性）Mama（母）の造語からとられた。「ママが女性として輝くために」をテーマに、3歳以下の子供を持つ母親に向けて4つのカテゴリーで情報を提供している。2006年度グッドデザイン賞を受賞した。
2006年1月10日の開設当初はP&Gの他、JCB、JTB、大塚製薬、日比谷花壇が参加していたが、2006年5月に大手シネコンのTOHOシネマズが、同年秋に大手下着メーカーのワコールが加わり、2006年10月現在で7社がこのウェブサイトに参画。なお、TOHOシネマズの参画は、同社が2003年よりママ（パパ）と小さなお子様が気兼ねなく映画を鑑賞できる「ママズ クラブ シアター」を開催していることによる。